# Еллиев, Ефрем Васильевич
Ефрем Васильевич Еллиев (23 января 1907, Сунчелеево, Казанская губерния — 1 ноября 1942, Московская область) — чувашский писатель, учитель. 

## Биография
Ефрем Васильевич родился 23 января 1907 года в селе Сунчелеево Казанской губернии (ныне Аксубаевский район Республики Татарстан). После окончания Сунчелеевской школы поступил в Чистопольское педагогическое училище. После окончания училища в 1926—1935 годах работал учителем в сельских школах. С 1935 по 1941 годы преподавал чувашский и русский языки в Аксубаевском педагогическом училище. 
С началом Великой Отечественной войны добровольцем ушёл на фронт. Героически погиб, защищая Москву на Калининском фронте в ноябре 1942 года.
В 1962 году посмертно принят в Союз писателей.

### Семья
Сын — Юрий Ефремович Еллиев (1937—2017), доктор химических наук.

## Произведения
Произведения Еллиева отличаются глубоким психологизмом, философским обобщением позитивных взглядов и убеждений персонажей с новыми идеями и правилами коллективной жизни. Коллеги выделяли его как мастера языка тайнописи, подцензурного иносказания, обращения к эзоповым приёмам, символам и аллегориям.
- «В окрестностях Черемшана»,
- «Ременные вожжи»,
- «Арăм»(«Жена»),
- «Милые глаза»,
- «Калавсем» (изд. 1963),
- «Суйласа илнисем»(«Избранное»),
- «Рассказы» (изд. 1983).

## Память
В Аксубаево улица рядом с Аксубаевским лицеем (бывшее Аксубаевское педагогическое училище) названа в его честь.